# Augustino de Souza
Pa Augustino Ezéchiel de Souza, dit « Gazozo », est né le 15 octobre 1877 à Agbodrafo (alors Porto Seguro), dans l'actuel Togo et décédé le 25 avril 1960 à Lomé, dans ce même pays. C'est une personnalité politique togolaise d'origine afro-brésilienne.

## Famille
Petit-fils du trafiquant d'esclaves brésilien Francisco Félix de Souza (1754-1849), Augustino de Souza est le fils d'Ezéchiel Manuel de Souza et de son épouse Kokoè Apéto Ayi d'Almeida.

## Biographie
Après des études dans des écoles anglaises et allemandes à Porto Seguro et Petit-Popo, Augustino de Souza travaille comme interprète pour l'administration coloniale allemande avant d'entrer à la Deutsche Togo Gesellchaft. Il acquiert ensuite des terres à Lomé, sur lesquelles il crée une importante plantation de cocotiers. 
Devenu l'une des personnalités les plus riches du Togo, il est choisi par les Français pour assumer la fonction de président du Conseil des Notables après l'invasion du territoire par les Anglo-Français. Par la suite, il participe à la création du Comité de l'unité togolaise, dont il devient le premier président.
Il meurt le 25 avril 1960, deux jours avant la célébration de l'indépendance du Togo.

## Hommages
À Lomé, une avenue célèbre la mémoire d'Augustino de Souza.
En 1990, un timbre à l'effigie d'Augustino de Souza a été émis par la poste togolaise à l'occasion du trentenaire de l'indépendance du pays.